# Medvekultusz

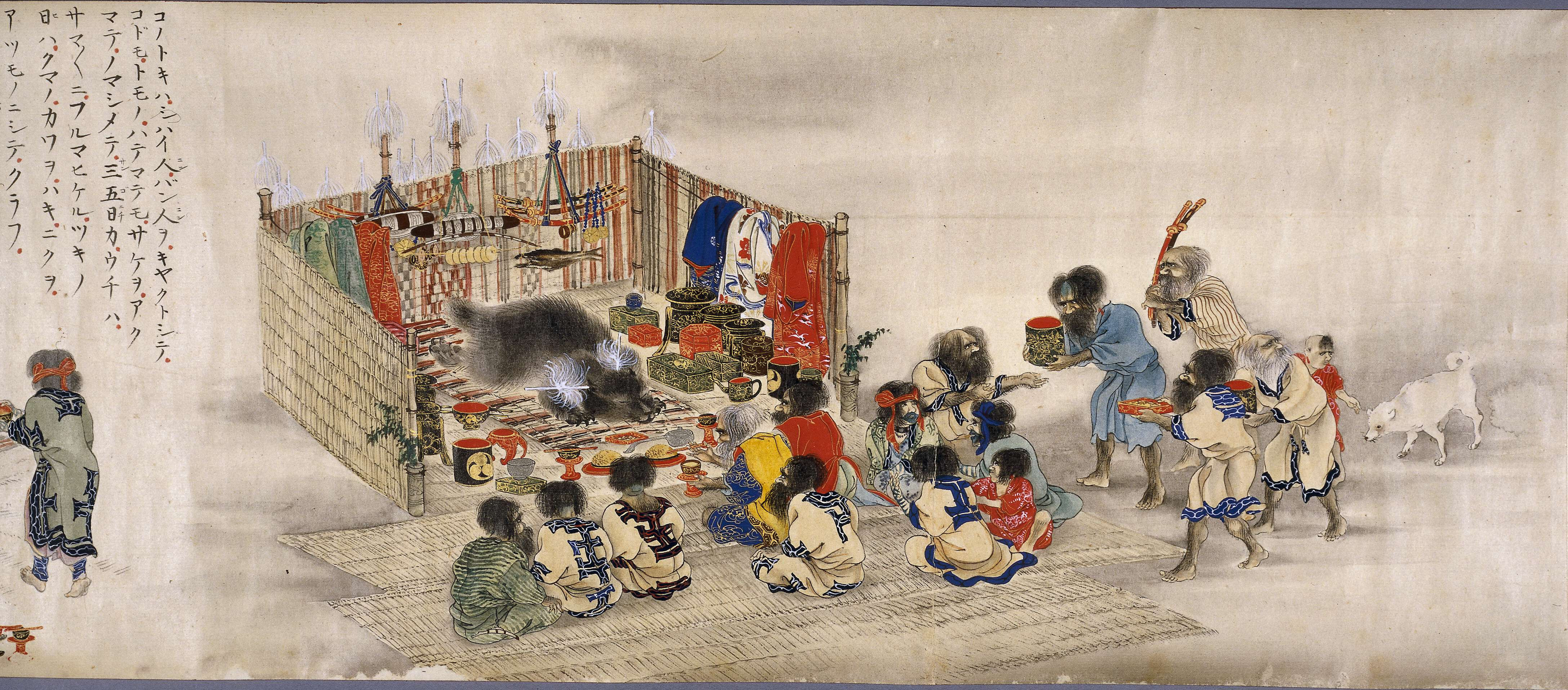
Az ainu Iomante szertartás (medve elküldése). Japán festmény, 1870 körül.

A medvetisztelet, vagy medvekultusz leginkább észak-eurázsiai és észak-amerikai eredetű etnikai csoportok kultúrájában fellelhető vallási gyakorlat; például a számi, gilják, ainu,[1] pogány kori baszk és finn hagyományokban. A kelta-gall, briton mitológiában is számos istenség szimbóluma a medve, továbbá a dákok, trákok, géták tradícióiban is jelen volt a medvetisztelet, évente medve-táncfesztivált tartottak. Az északi kultúrákban számos totem tárgyon szerepelnek medvék. A medvekultusz talán még a paleolitikumban, a neandervölgyi társadalmaknál [3] bontakozott ki. A Barlangi Medve népe című történelmi regény háttere ezt veszi alapul.

## Őskori kultusz
Régészeti leletek arra adnak feltételezést, hogy a medvekultusz ősi formái már a paleolitikumban léteztek.[3] Számos barlangban találtak őskorból származó medvecsontokat, amelyek paleolitikum korabeli medvekultusz bizonyítékai lehetnek. Nem csupán a csontok jelenléte, hanem azok különös módon való elrendezése miatt következtetnek erre régészek. [4]a Emil Bächler szerint, aki támogatja az őskori medvekultusz elméletét, medve leleteket talált Svájcban és a szlovéniai Mornova barlangban. Bächler mellett André Leroi-Gourhan is talált szabályos körben elhelyezett medvecsontokat a Loire völgyében.[4] Az effajta felfedezések arra adnak feltételezést, hogy ezeket a maradványokat szándékosan helyezték el úgy, ahogyan, és valószínűsíthető, hogy neandervölgyi szertartással állnak kapcsolatban.[4]
Míg némely leletek ősi medvekultusz jelenlétére adnak okot, egyes vizsgálatok és dedukciók eredményei ellentmondásosnak bizonyultak. Ina Wunn szerint, az alapján, amit a régészet az ősemberekről és a medvekultuszokról fenntart, ha a neandervölgyiek valóban totemizálták volna a medvéket, akkor a többi építmény és a táboraik körül is jelen kellene lenniük bizonyítékoknak.[5] Ennek ellenére a legtöbb őskori medveleletet csak barlangokban találták.[5] Az ehhez hasonló érvelések hátráltatták az elmélet kidolgozását. Számos régész, köztük Ina Wunn is úgy érvel, hogy mivel a legtöbb medvefaj a téli hibernációs hónapokban a barlangban tartózkodik, és kölykeit is ott helyezi el, lehetséges, hogy azért találták a medvecsontokat barlangokban, mert azok a medvék természetes élőhelyei.[6] A medvék valószínűleg azokban a barlangokban éltek és haltak meg betegség vagy éhség miatt, ahol a csontjaikat megtalálták.[7] Wunn szerint attól, hogy mintát lehet kiolvasni a maradványok elhelyezkedéséből, azt csak természeti erők befolyásolták, mint a szél, a víz, az ülepesedés.[8] Tehát Wunn úgy érvel, hogy a barlangi medvecsont leletek nem emberi tevékenységeknek nyomai, és nincs bizonyíték arra, hogy medvekultusz létezett volna az őskorban.[9] Azonban más régészek, mint például Emil Bächler, továbbra is az ősi medvekultusz mellett érvelnek.[10]

## Gilják (Nivkh) medvefesztivál

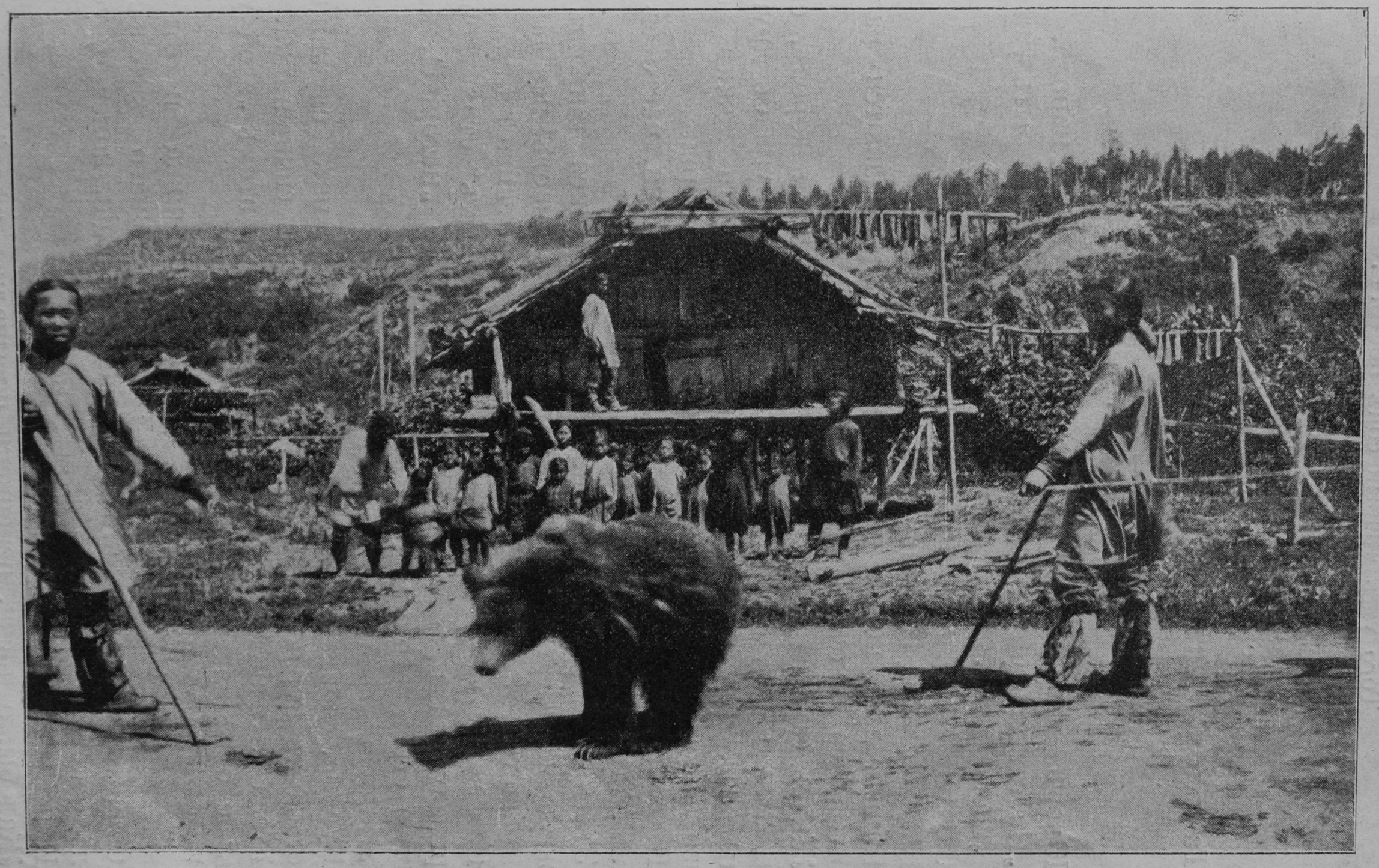
Egy gilják medvefesztivál 1903 körül

A giljákok minden évben tartanak medvefesztivált január és február között, amit a sámán vezényel le. Medvéket fognak el, akiket a törzsbéli asszonyok néhány éven keresztül karámban nevelgetnek, és gyermekükként kezelnek. Hitvallásuk szerint a medvék a felmenőik és az istenek szent földi megtestesülései. A fesztivál alatt a medvét felöltöztetik egy különleges ünnepi ruhába és bált szerveznek neki, hogy visszatérhessen az istenek birodalmába, és onnan gondoskodjon a törzsről. [11] A bál után egy körülményes, vallásos szertartás keretei közt megölik és megeszik a medvét. A lakoma során elhalálozott rokonaik előtt is tisztelegnek a hozzátartozók. A medve lelke így visszatér az istenek hegyére és gazdagon termő erdőkkel jutalmazza meg a giljákokat. [12] A medvefesztivál a Szovjetunió idején be lett tiltva, de azóta újra elkezdték megrendezni őket, habár már inkább mint kulturális hagyományőrzés, mint sem vallási rituálé gyakorlásának céljából. [14]

## Ainu medve-istentisztelet

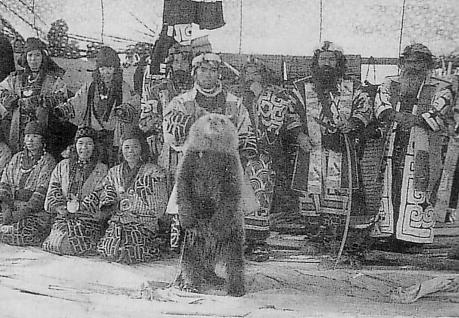
Ainu Iomante szertartás 1930 körül

Az ainuk a japán szigetvilág északi területein őshonos népcsoport. Nyelvükön a medve "kamui", ami egyúttal "istent" is jelent. Bár még sok más állatot tartanak istennek az ainu kultúrában, a medve a főisten. [15] Az ainuk szerint, amikor az istenek ellátogatnak az emberek világába, állati testet öltenek. A "kamui" kifejezés azonban a legtöbb esetben a medvére utal. [15] Az ainuk azért ették meg szívesen a medvét, mert úgy hitték, hogy az istenek álruhája (a hús és a bunda) ajándék, melyet annak a közösségnek szán, amelyiket meglátogatja.[16]
Az ainuk szerint az istenek állatok formájában jelennek meg. Emberek formájában is képesek megjelenni, de csak valódi lakhelyükön, az istenek országában, az emberek világán kívül.[15] Hogy hazajutassanak egy istent az országába, az ainuk feláldozták és megették az állatot, felszabadítva ezzel a lelkét. Ennek a rituálénak Omante a neve, és általában szarvassal vagy medvével gyakorolták.[16]
Az Omante egy felnőtt medve feláldozásának ünnepe volt. Az Iomante egy másik hagyományuk volt, amelynek keretei közt elfogtak egy medvebocsot. Az Iomante nyelvükön azt jelenti, hogy "elküldés".[18] Miután elfogták a medvebocsot, egy fafaragott építmenyben őrizték. Úgy tekintettek rá, mint egy gyermekre, akit az istenek küldtek, így emberi étellel etették, és bizonyos tekintetben jobban bántak velük, mint az ainu gyermekekkel.[19] Ha a medvebocs túl fiatal volt, és hiányoztak némely rágófogai, egy szoptató anya saját tejével táplálta őt.[19] Amikor a medve már 2-3 éves, oltárhoz vezetik és feláldozzák. Ezt általában tél közepe fele teszik meg, amikor a medve húsa a legjobb állapotában van az elraktározott zsírok miatt.[19] A falusiak a külön erre a szertartásra készített nyilakkal lelövik az állatot, felkínálásokat tesznek, táncolnak, bort öntenek a medve tetemére.[19] Ezután imát kántálnak a medveisten lelkének üdvösségéért. A fesztivál három napon és három éjen át tart, hogy a medveisten a megfelelő módon térhessen vissza az istenek otthonába.[19]

## Más kultúrákban
Görög kultúra: Geoffrey Ashe Hajnalt követő hajnal című könyve Artemisz görög istennő és a medve kapcsolatát kutatja. Kallisztó mítosza arról szól, hogy Zeusz a Nagy Medve csillagkép formájában felemelte őt az égbe. A brauróni Artemisz-templomban öt évente rendeztek egy szertartást, ahol egy ötéves és egy tízéves lány eltáncolta a medvetáncot sárga medvebőr ruhákban. Ashe szerint indo-európai törzsek hozták be a medveistennő képét az északi kultúrákba. Ez a görög mitológiában Artemisz volt. Régészek szerint a medve volt az első istennek vélt entitás Európában, mert olyan medvecsontokat találtak őskori barlangokban Európa-szerte, amiket specifikus módokon helyeztek el egymás körül, vagy emelvényekre helyezték.
A dákok, trákok, géták a medvét halott őseik hírnökének, vagy reinkarnációjának tekintették.
A kelta-gall és briton kultúrában a vadászat istennői általában medve képében jelennek meg, például Artio, Andarta és Matunos entitásai.
Az oroszországi giljákok, az észak-amerikai haida törzs és még sok más közép-ázsiai kultúra tiszteli a Medveanyát, mint nemzetük ősanyját.
A héber Biblia tartalmaz olyan metaforikus ábrázolásokat, amikben Isten anyamedveként jelenik meg, aki hevesen védelmezi kölykeit.